# Adélaïde Hautval
Adélaïde Hautval, genannt Haïdi Hautval (* 1. Januar 1906 in Hohwald; † 12. Oktober 1988) war eine französische Psychiaterin und Häftlingsärztin im KZ Auschwitz.

## Leben
Hautval, Tochter eines evangelischen Pastors, absolvierte an der Universität Straßburg ein Medizinstudium. Sie wurde 1933 mit der Dissertation „Beitrag zur Lokalisierung posttraumatischer Störungen“ zum Dr. med. promoviert. Ihre Facharztausbildung zur Psychiaterin schloss sie 1933 ab. Danach war sie an Straßburger und Schweizer Kliniken tätig. 1938 kehrte sie nach Le Hohwald zurück, um dort eine Einrichtung für behinderte Kinder zu gründen.
Hautval wurde im April 1942 bei dem Versuch des illegalen Grenzübertritts von dem besetzten Teil Frankreichs zum so genannten Vichy-Frankreich verhaftet. In Bourges wurde Hautval in Untersuchungshaft genommen, wo sie ihren Prozess erwartete. Aufgrund von Protesten gegen die Behandlung jüdischer Mitgefangener bei der Gestapo wurde Hautval mit weiteren politischen Gefangenen in das Gefängnis Romainville überstellt.
Ende Januar 1943 wurde Hautval in das KZ Auschwitz als „Judenfreundin“ deportiert und dort bald als Häftlingsärztin (Häftlingsnr. 31.802) im Krankenrevier des Stammlagers eingesetzt. Der Standortarzt Eduard Wirths teilte sie unter anderem dem KZ-Arzt Carl Clauberg zu, um diesem bei Zwangssterilisationen zu assistieren. In Eduard Wirths Auftrag – und im Forschungsinteresse seines Bruders Helmut Wirths – musste sie auch Gewebeproben am Gebärmutterhals entnehmen. Diese Versuchsreihe sollte der Früherkennung von Gebärmutterkrebs dienen. Nachdem Hautval festgestellt hatte, dass weibliche jüdische Häftlinge mittels Röntgenstrahlen sowie Ovariektomien sterilisiert und Opfer medizinischer Experimente wurden, weigerte sie sich, weiter an den Versuchsreihen teilzunehmen.
Ohne Bestrafung für ihre Weigerung wurde sie daraufhin ins KZ Auschwitz-Birkenau verbracht, wo sie als Häftlingsärztin tätig wurde und Mithäftlinge unterstützte. In Birkenau sollte sie bei den medizinischen Experimenten von Josef Mengele assistieren, was sie ebenfalls ablehnte. Der Aufforderung, sich am 16. August 1943 in der Politischen Abteilung zu melden, konnte sie entgehen. Freundinnen im Häftlingskrankenbau, darunter Orli Wald, verabreichten ihr zuvor ein Schlafmittel und versteckten Hautval. Im August 1944 wurde sie nach einer Typhuserkrankung ins KZ Ravensbrück überstellt, wo sie am 30. April 1945 durch die Rote Armee befreit wurde.
Nach der Befreiung versorgte sie noch die kranken Häftlinge im Lager und kam Ende Juni 1945 in Paris an. Sie begann, ihre Lagererfahrungen im Konzentrationslager niederzuschreiben, und war 1946 Zeugin in mehreren Militärgerichtsprozessen gegen Angehörige des KZ-Personals. Sie war als Schulärztin in Besançon und später in einem Vorort von Paris beschäftigt. Hautval, die mit ihrer Lebensgefährtin zusammenlebte, wandte sich 1961 gegen Frankreichs Algerienpolitik.
Hautval kümmerte sich um ihre pflegebedürftige Lebensgefährtin bis zu deren Tod und nahm sich im Oktober 1988 das Leben. Die von ihr noch 1987 überarbeitete Niederschrift ihrer Lagererfahrungen erschien erstmals in französischer Sprache 1991 und 2008 als deutsche Erstausgabe unter dem Titel: Medizin gegen die Menschlichkeit. Die Weigerung einer nach Auschwitz deportierten Ärztin, an medizinischen Experimenten teilzunehmen.

## Ehrungen

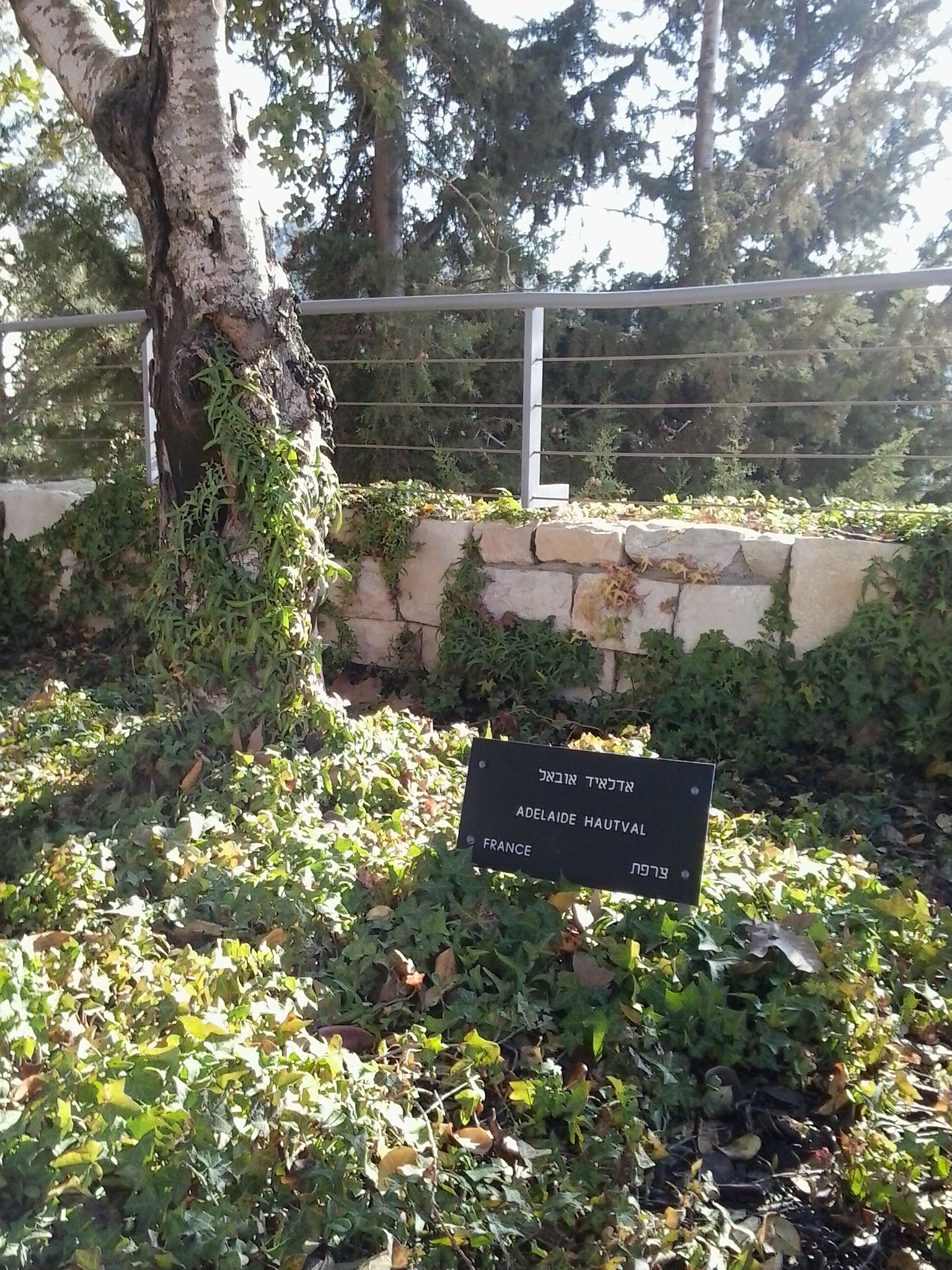
Zum Gedenken an Adélaïde Hautval wurde in Yad Vashem ein Baum gepflanzt

- Hautval ist seit Dezember 1945 Trägerin des Kreuzes der Ehrenlegion.[6]
- Sie wurde 1965 von Yad Vashem als Gerechte unter den Völkern ausgezeichnet.[7][4]
- In Le Hohwald wurde sie 1991 mit einem Gedenkbrunnen geehrt, auf dessen Sockel ein Satz Hautvals steht: „Denke und handle nach den klaren Wassern Deines Wesens“.[3]
- In Straßburg trägt eine Straße ihren Namen.[6]

## Veröffentlichung
- Adelaide Hautval: Medizin gegen die Menschlichkeit. Die Weigerung einer nach Auschwitz deportierten Ärztin, an medizinischen Experimenten teilzunehmen, 2. überarbeitete und ergänzte Auflage, Karl Dietz Verlag, Berlin 2024 (zuerst 2008, Original 1991), ISBN 978-3-320-02154-2.